# Металург (стадіон, Бахмут)
Стадіо́н «Металу́рг» — футбольний і легкоатлетичний спортивний комплекс у місті Бахмут Донецької області.

## Історія
Стадіон побудований у 1949 році. У 1984 році його було частково реконструйовано силами Артемівського заводу кольорових металів.
У 2003 році постановою Кабінету Міністрів України «Металургу» надано статус бази олімпійської та паралімпійської підготовки.
2004 року було розпочато реконструкцію стадіону. У 2009 році введено в експлуатацію легкоатлетичний манеж. Повна реконструкція стадіону завершена в грудні 2012 року. Вартість повної реконструкції стадіону склала 119,4 млн грн. 93 % від цієї суми надійшло в формі субвенції з державного бюджету, 4 % становили кошти обласного бюджету, 3 % — кошти міського бюджету.
За період з моменту введення легкоатлетичного манежу в роботу на базі комплексу проводилися спортивно-масові заходи міського, обласного, всеукраїнського та міжнародного рівнів з легкої атлетики, спортивних єдиноборств і футболу.
У 2018 році на «Металурзі» проходив Чемпіонат України з легкої атлетики серед молоді.
10 листопада 2020 року на стадіоні відбувся матч Першої ліги чемпіонату України з футболу, в якому господар поля краматорський «Авангард» з рахунком 0:3 поступився клубу «Гірник-Спорт» з Горішніх Плавнів.
У манежі проходили тренування олімпійської та паралімпійської збірних з легкої атлетики.

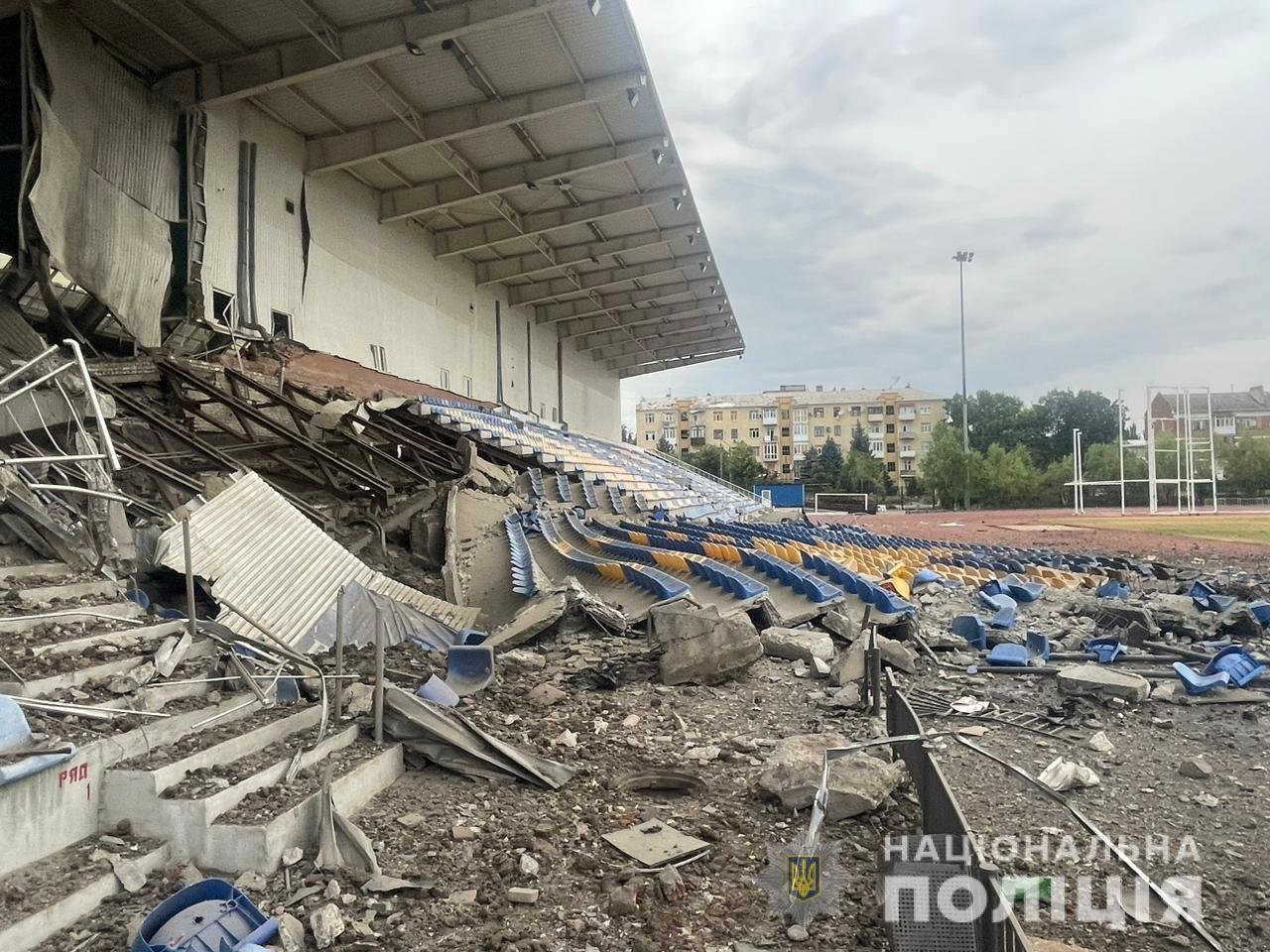
Стадіон після обстрілу 2022 року

11 липня 2022 року стадіон постраждав від обстрілу російськими військами.

## Інфраструктура
Після реконструкції до складу спорткомплексу входять:
- Легкоатлетичний манеж, який має трибуни місткістю 800 глядачів; бігові доріжки по колу 200 м; 8 доріжок по прямій 60 м з синтетичним покриттям німецького виробництва. Спорткомплекс має сектори для стрибків у довжину, висоту, з жердиною, для метання списа, диска, штовхання ядра, а також обладнання, яке дає можливість проводити тренувальний процес і змагання з боксу, кікбоксингу, важкої атлетики, настільного тенісу, різних видів боротьби (вільної, класичної, сумо та дзюдо). У манежі розміщені силові тренажери та кардіотренажери, його оснащено індивідуальною системою обігріву, кондиціювання та вентиляції. Легкоатлетичне ядро відповідає вимогам другої категорії Міжнародної асоціації легкоатлетичних федерацій.
- Стадіон, який має натуральне футбольне поле, оснащене автоматичною системою поливу, а також трибуни під дахом з пластиковими сидіннями на 4800 глядачів. У підтрибунних приміщеннях розміщені роздягальні, душові, санвузли, тренерські кімнати, гардеробна.
- Чотирьохрівневий адміністративно-побутовий спортивний корпус, до складу якого входять: гардеробна, роздягальні, душові, туалети, побутові кімнати; відновлювальний центр: дві сауни, медичний центр; адміністративні приміщення; зал для конференцій; тренажерний зал 12×28 м; ігровий зал 38×22 м; пневматичний тир на 6 бійниць.
- Комплекс відкритих спортивних майданчиків: футбольне поле розміром 44×22 м зі штучним покриттям; майданчики для пляжного волейболу, стрітболу; майданчик з антивандальним тренажерним обладнанням; зона для тренувань метальників.
- Котельня, яка забезпечує спорткомплекс опаленням та гарячою водою.
- Дві свердловини, які забезпечують стадіон технічною водою, в тому числі для поливу футбольного поля, а також підземна ємність для води на 100 м3.

Спортивний комплекс адаптовано для людей з інвалідністю.

## Власники
- 1949—1994 — Артемівський завод кольорових металів
- з 1994 — Бахмутська (до 2016 — Артемівська) міська рада (комітет з фізичної культури та спорту)[1]